# Umi zatō
Umi zatō (海座頭) è uno yōkai giapponese presente nel Gazu Hyakki Yagyō di Toriyama Sekien e in altri emakimono, come il Hyakki Yagyō Emaki della libreria di Matsui.

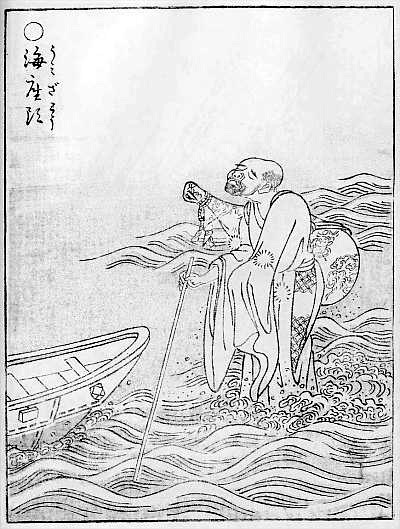
"Umi zatō" dal Gazu Hyakki Yagyō

## Leggenda
Nelle descrizioni degli Yōkai, sono presentati come dei colossali Biwa hōshi (monaci musici) con in mano un bastone e una Pipa sulle spalle mentre camminano sul mare.Nelle opere principali non ci sono ulteriori informazioni sul monaco spettrale, quindi la sua indole è ignota.
In alcuni testi redatti dopo la seconda guerra mondiale, si è ipotizzato che possa essere un umibōzu particolare della zona di Sanriku, nella Prefettura di Iwate.Nonostante le somiglianze con l'altra presenza, l'Umi zatō compare verso la fine del mese a differenza dell'umibōzu.Spaventano i pescatori per farne arenare le barche e talvolta le inghiottono intere.Si dice che rispondere bene a questi spiriti possa scacciarli, salvando così la vita del marinaio.